# Iglesia de San Pedro Apóstol (Buenache de Alarcón)
La iglesia parroquial de San Pedro Apóstol es un templo católico situado en el municipio español de Buenache de Alarcón, en la provincia de Cuenca.

## Descripción
Esta iglesia posee planta de salón escalonada, de tres naves, la central más elevada y dos naves laterales, con techumbre de artesa, excepto las cabeceras de los laterales, que son bóvedas de terceletes; las del mediodía y crucería las del norte, esta con ventana gótica bífora, terminada en trilóbulos y rosetoncillo en el vértice. La techumbre en los laterales es de estructura de par y nudillo, con tirantes sencillos, tapajuntas y entrepaños ordinarios, el central con estructura similar, con doble tirante apoyado sobre ménsulas decoradas y refuerzo en las esquinas con cuadrales y limas mohamares, toda la estructura se encuentra decorada con guirnaldas de doble hoja de mirto, entrepaños de estrella.
En el crucero se eleva una cúpula semiesférica de gajos sobre pechinas. Las bóvedas se cubren a su vez con bóvedas de nervaduras. Las tres naves están separadas por arcos desiguales a cada lado de la nave central. El ábside es semicircular con saetera muy estrecha y alargada, pero cegada con revoco. Esto hace pensar en su origen protogótico. Ante el ábside aparece una cúpula con tambor montada sobre pechinas, con sus pilares, todo ello añadido y el ábside peraltado para colocar el retablo de columnas salomónicas con pámpanos y racimos y casquetes de gajos que llena todo el frente y oculta el interior de la curvatura del ábside. A los pies un coro de planta cuadrada, con sillería de madera de nogal.
La capilla del Santo Cristo de la Viga, ubicada en la fachada norte, es de planta de cruz latina con cúpula y linterna central, brazos de lunetos y cabecera y pies de aristas.
La capilla de la Inmaculada Concepción, ubicada en la fachada sur, se comunica con la nave lateral de la Virgen del Rosario, planta de Cruz latina de sillería en la mayor parte de la fábrica con cúpula central, mandada construir por Diego de Reillo, arcipreste de Belmonte, en 1675 y terminada en 1686. Cancelada de bolillos y tabla. Algunas capillas disponen de sacristía propia.
Dispone la iglesia de amplia sacristía con servicio propio. Cuenta con un coro postizo de principios del siglo XX al que se accede a través de una escalera de caracol, dispuesta en el interior del muro del ábside.
Abundante carpintería labrada en respaldos de bancos, cancelas de bolillos con peinados de dos o tres roscas, tornavoz del púlpito, muy interesante la palomilla de hierro que los sostienen, con cuatro barras en «S» acopladas al vástago octogonal acodado sobre el pilar en que está incrustado, rematado por alcachofa, que es el centro de la Cruz de Calatrava, formados por las pletinas que sostienen la tarima de madera (piso del púlpito).
El suelo de la Iglesia es igual en toda ella (excepto en la sacristía que es de barro más moderno, y el coro, que es de yeso), con baldosas de barro antiguo separadas horizontalmente cada 7 baldosas. En algunas de las baldosas aparece la marca de las llaves de San Pedro Apóstol, titular de la Iglesia.
Portada norte con hueco de medio punto con dovelas formando arquerías abocinadas de baquetones apoyadas con sencillo capital sobre finas columnillas.
Portada sur, toda ella de sillería con frente de contrafuertes y arco rebajado, hueco de medio punto con dovelas de sillería sobre jambas decoradas, con clave central decorada con cabeza de ángel y fecha de 1626, sobre la cual existe un escudo con las llaves de San Pedro, se remata el tímpano de la portada con una hornacina con fondo de concha en la cual se dispone una Virgen en piedra con el Niño.
Se trata de una iglesia bajo la advocación de San Pedro Apóstol, es un complejo edificio, completado a lo largo de los siglos, al que a la nave original se le han ido añadiendo naves laterales, capillas, sacristías y otras dependencias.